# تلفزيون آزادي
تلفزيون آزادي تلفزيون محلّي في محافظة السليمانية بكردستان العراق، افتتح في 23/10/1992 يبثّ برامجها باللغة الكردية. تلفزيون تابع للحزب الشيوعي الكوردستاني. يهتم بالقضايا الساخنة للمدينة ومعاناة ومشاكل سكان المدينة، ويتميز بحرية التعبير والجرأة، سمي ب (ئازادي) أي بمعنى الحرية (باللغة الكوردية).رغم كونه ثاني تلفزيون كردي بعد تلفزيون شعب كردستان، إلا أنه يوجد الآن تلفزيون ئازادي في عدة محافظات واقضية في المنطقة، منها أربيل وكركوك وكرميان ورانية.